# ジョアン・フィゲイレド
ジョアン・バプティスタ・デ・オリヴェイラ・フィゲイレド（ポルトガル語: João Baptista de Oliveira Figueiredo、ポルトガル語: [ˈʒwɐ̃w̃ baˈt͡ʃistɐ dʒi oliˈvejɾɐ figejˈɾedu]、1918年1月15日 - 1999年10月24日）は、ブラジルの軍人、政治家。第30代大統領（在任期間：1979年 - 1985年）。
エルネスト・ガイゼル前政権下で諜報機関の国家情報部長を務めた関係から、退任するガイゼルから後任の大統領に指名された。ガイゼルが開始した民主化プロセスを推進し、軍事政権下で逮捕されたすべての政治犯を釈放する恩赦法を裁可した。フィゲイレド政権下では深刻な経済危機のもと、軍政に対する不満が高まり、1984年には、24年間実施されていない大統領直接選挙を求める抗議運動「ディレタス・ジャ」が発生した。しかし、フィゲイレドや国会はこうした動きを抑え込み、同年の大統領選挙は従来通り、国会での間接選挙の形で実施された。その結果、野党候補のタンクレード・ネーヴェスが大統領に選出された。

## 経歴
軍人のエウクリデス・フィゲイレドの子として生まれる。エウクリデスは1932年、当時のジェトゥリオ・ドルネレス・ヴァルガス政権（エスタド・ノヴォ体制）打倒をはかったため亡命した。その兄弟のうち、2人も軍人であった。ポルトアレグレとレアレンゴの士官学校で学んだ後、1944年に大尉、1952年に少佐に昇進。1955年から1957年まで、ブラジル軍事使節団の一員としてパラグアイに送られ、1959年から1960年には陸軍参謀本部の諜報部で勤務した。1961年には国家安全保障評議会 (NSC) に異動となった。その後、大佐に昇進し、国家情報部の部長に抜てきされた。1966年にサンパウロ駐留部隊の指揮を任されてのち、1967年から1969年にはリオデジャネイロに駐留する連隊の指揮官となり、将官に昇進した。エミリオ・メディシ将軍が大統領に就任すると、大統領警護室長に任命された（1969年10月30日から1974年3月15日まで在任）。
その後はブラジル国内を担当する治安機関、国家情報部の部長に就任した（1974年3月15日から1978年6月14日まで在任）。大統領のエルネスト・ガイゼルから後継に指名されると、親軍部の政党が支配する国会が選出するという大統領選挙の仕組みから、落選のおそれがないにもかかわらず、活発に選挙戦を展開した。当初の想定通り、フィゲイレドは名ばかりの野党候補を破り、大統領に当選した。
大統領としてフィゲイレドは、1974年に開始された漸進的な民主化プロセスを推進した。1979年8月28日には、1961年から1978年のあいだに「政治的またはそれに関係する」罪で起訴された被告を釈放する恩赦法に署名した。1980年代初頭になると、軍事政権はもはや、1966年に確立された二大政党制を効果的に維持することができなくなった。そのため、フィゲイレド政権は軍部が掌握していた国家革新同盟 (ARENA) を解体し、新たな政党の設立を認めた。1981年には国会で、州知事選挙における直接選挙制を復活させる法案が可決された。1982年に行われた総選挙では、ARENAの後継政党である政府寄りの民主社会党（得票率43.22%）が野党のブラジル民主運動党（同42.96%）に勝利した。しかし、野党はサンパウロ州、リオデジャネイロ州、ミナスジェライス州の主要三州で与党となった。
フィゲイレド政権下で民主化が進展する一方、ブラジル経済は悪化の一途をたどった。インフレ率と失業率が急上昇し、対外債務は膨大な規模に達した。当時、ブラジルは900億米ドルの対外債務を抱えていた。政府は緊縮財政策を取ったが、フィゲイレイド政権末期までブラジル経済は好転しなかった。フィゲイレドは心臓発作と乗馬中のけがが原因で2度、医療処置を受けたが、文官であった副大統領アウレリアーノ・チャベスに大きな政治的権限は与えなかった。野党はきたる1984年11月の大統領選で直接選挙を実現させるべく、憲法改正に奔走したが、その法案が国会を通過することはなかった。その大統領選では、野党候補のタンクレード・ネーヴェスがフィゲイレドの後任として選出された。フィゲイレドが政界に復帰することはなく、その後は世間の注目を避けて生活し、1999年12月24日に死去した。フィゲイレドの死後、大統領のフェルナンド・エンリケ・カルドーゾは3日間の服喪を宣言した。

## 栄典

### 海外
- アヴィス騎士団大十字（1972年7月27日）[4]
- キリスト騎士団大十字（1973年7月26日）[4]
- サンティアゴ・ダ・エスパーダ勲章大十字（1981年9月22日）[4]
- エンリケ航海王子勲章（1991年7月2日）[4]

## ギャラリー

軍事評議会議長時代のフィゲイレド（1972年）
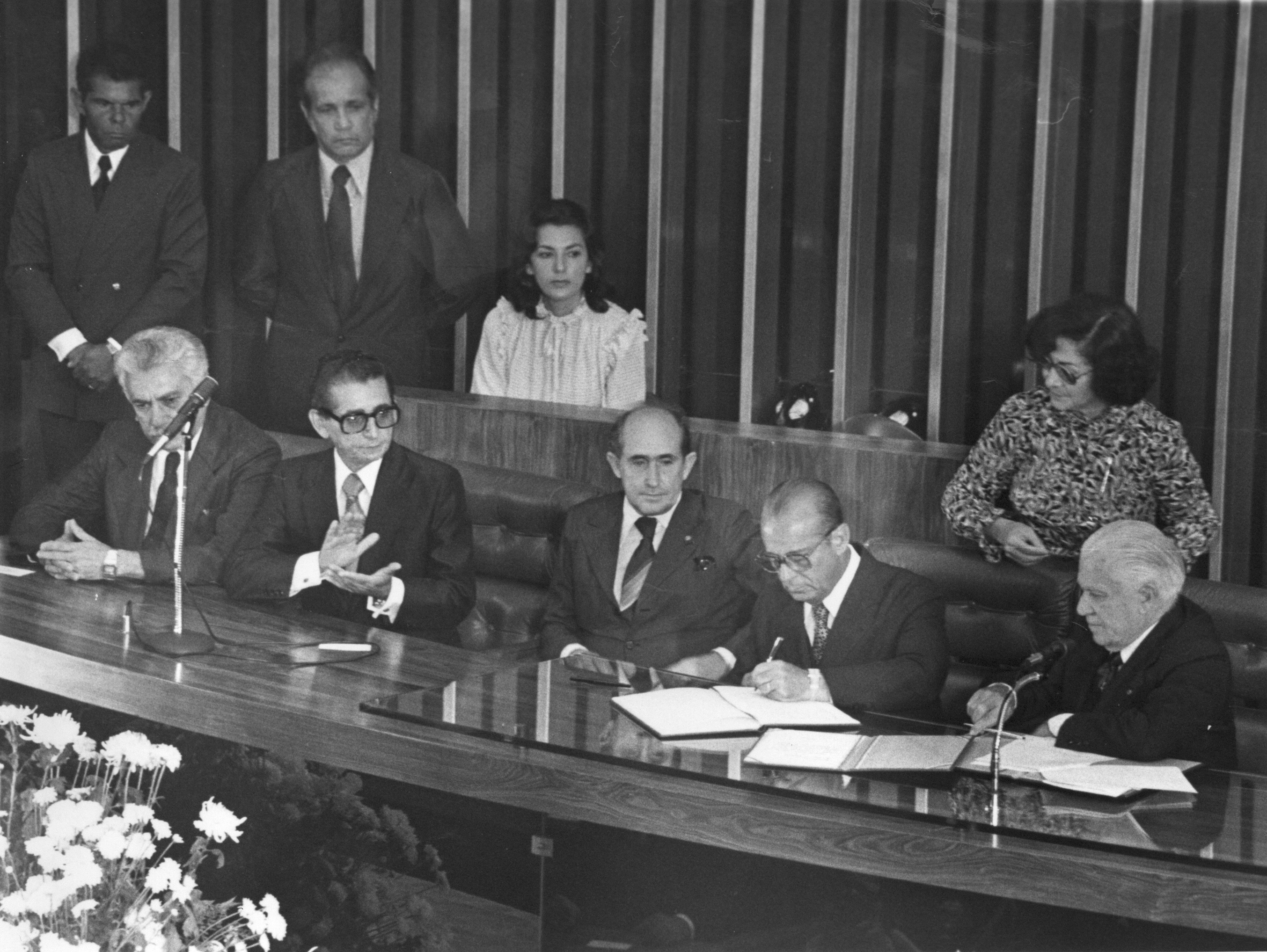
国会での大統領就任式で、公文書にサインするフィゲイレド（1979年3月15日）
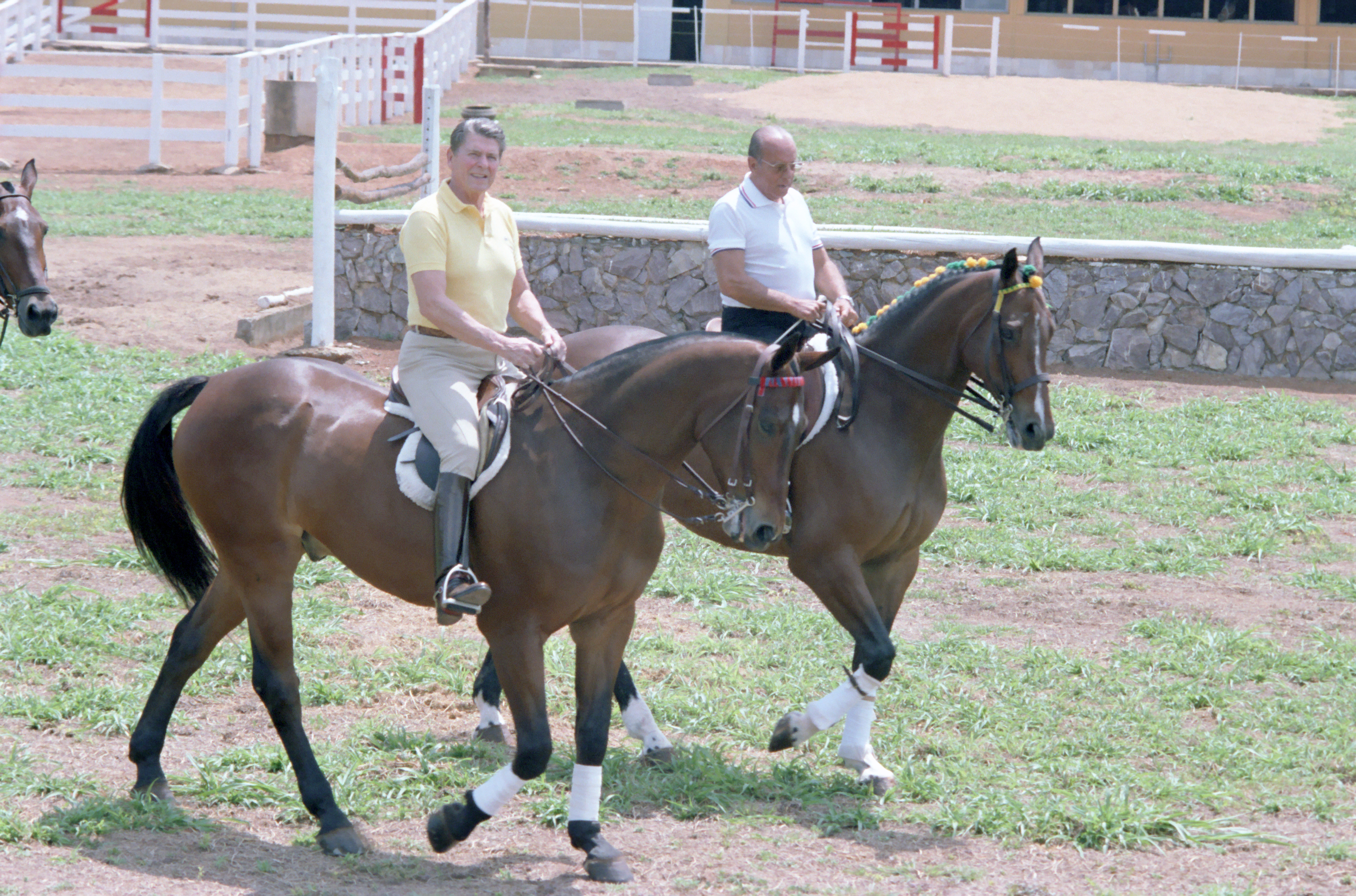
ブラジリアで米大統領ロナルド・レーガンと乗馬に興じるフィゲイレド（1982年12月1日）
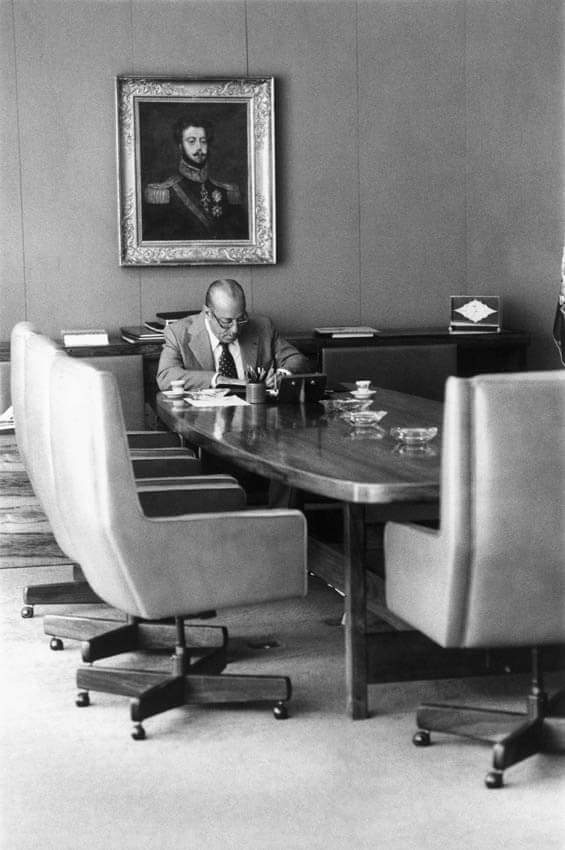
大統領官邸（プラナルト宮殿）の執務室にて。ペドロ1世の肖像画が壁にかかっている